# Henrique de Senna Fernandes
Henrique Miguel Rodrigues de Senna Fernandes GOSE • ComIH • OIP (Macau, 15 de outubro de 1923 — Macau, 4 de outubro de 2010), foi um ilustre escritor e advogado macaense.

## Biografia
Filho duma das mais antigas e ilustres famílias de luso-descendentes de Macau, parente do 1.° Barão de Sena Fernandes, 1.° Visconde de Sena Fernandes e 1.° Conde de Sena Fernandes, Henrique Miguel Rodrigues de Senna Fernandes, teve uma vida próspera com os seus onze irmãos até ao início da Segunda Guerra Mundial, quando o pai perdeu o dinheiro da família na Bolsa de Valores de Hong Kong. Mesmo com as dificuldades que lhe iam surgindo por causa disso, ele nunca desistiu e conseguiu licenciar-se em direito na Faculdade de Direito da Universidade de Coimbra, sendo seu companheiro de estudo e de casa o também macaense Carlos Augusto Corrêa Paes d’Assumpção. Voltando para Macau, ele montou um escritório e exerceu advocacia, mas apenas para conseguir independência financeira. As suas grandes paixões e vocações foram o ensino e a escrita. No campo do ensino, ele foi professor e diretor da Escola Comercial Pedro Nolasco. Mais tarde, ele foi presidente da Associação Promotora da Instrução dos Macaenses, durante o período em que se criou a atual Escola Portuguesa de Macau. Como advogado, foi presidente da direção da Associação dos Advogados de Macau em 1991-1995.
No campo da escrita, ele retratou o Macau antigo dos anos 30, 40 e 50, através dos seus livros publicados, nomeadamente "Nam Van - Contos de Macau", "Amor e Dedinhos de Pé", "A Trança Feiticeira" e "Mong-Há - Contos de Macau". Além do tema do Macau antigo, outros temas centrais da sua obra literária eram a mulher e o amor. Frequentemente, os seus livros envolvem as complexas relações entre as três comunidades de Macau (a chinesa, a portuguesa e a macaense) e uma relação amorosa entre uma rapariga chinesa e um rapaz macaense ou português. De algum modo, estas relações descritas nos seus livros têm paralelos com a sua vida amorosa: ele amou e casou-se com uma mulher chinesa, desafiando as convenções de uma cidade que na altura era muito conservadora. Ele deixou também três outros livros por terminar: "A Noite Nasceu em Dezembro", "O Pai das Orquídeas" e "Os Dores". Dois dos seus livros ("A Trança Feiticeira" e "Amor e Dedinhos de Pé") foram inclusivamente adaptados ao cinema.
Além de escrever livros e romances, Henrique de Senna Fernandes era também um grande colaborador de vários jornais e revistas locais, tais como "A Voz de Macau", "Notícias de Macau", "O Clarim", "Gazeta Macaense", "Mosaico" (publicado pelo Círculo Cultural de Macau) e a "Revista de Cultura". Na década de 1970, colaborou também na revista "Confluência", órgão de informação da Associação para a Defesa dos Interesses de Macau (ADIM), escrevendo principalmente sobre cinema.
No período anterior à Revolução de 25 de Abril de 1974, ele foi vogal do Conselho Legislativo de Macau, que em 1972/1973 passou a designar-se por Assembleia Legislativa de Macau. Sobre a queda repentina do regime salazarista nesta revolução, ele afirmou que "eram notícias tão impossíveis para nós que tínhamos sido criados no regime", até porque ele achava na altura que "nós ultramarinos gozava-mos de uma situação privilegiada no antigo regime. Sentíamo-nos garantidos com essa política". Nunca mais participou na vida política ativa como deputado na Assembleia Legislativa no período pós-25 de Abril.
Sendo uma pessoa politicamente interventiva, ele acompanhou todo o processo da transferência de soberania de Macau entre Portugal e China, que aconteceu no dia 20 de dezembro de 1999, quando Macau passou a ser uma Região Administrativa Especial da República Popular da China. Em relação a este processo, ele lamentou a falta de estratégia portuguesa para o Oriente e nunca escondeu os seus receios, embora nunca se tenha arrependido de ter ficado em Macau com a sua família. Em 2004, explicou as suas razões de não abandonar Macau: "ficámos, não tanto por razões económicas, embora estas tivessem sido um motivo de peso, mas sobretudo pelo apego que nos liga a esta terra fascinante de Macau que consideramos também nossa, com um arreigado sentimento de pertença". E ele teve sempre orgulho das suas raízes portuguesas, chegando a afirmar que "Portugal é a minha pátria e Macau é a minha mátria".

## Honras e condecorações
Henrique de Senna Fernandes foi condecorado pela administração portuguesa de Macau e por Portugal com os seguintes títulos:
- Oficial da Ordem da Instrução Pública (26 de abril de 1978)[8]
- Medalha de Mérito Cultural do governo de Macau (1989)
- Medalha de Valor do governo de Macau (1995)
- Grande-Oficial da Antiga, Nobilíssima e Esclarecida Ordem Militar de Sant'Iago da Espada, do Mérito Científico, Literário e Artístico (1 de junho de 1998)[8]
- Comendador da Ordem do Infante D. Henrique (11 de janeiro de 2005)[8]

Além de condecorações portuguesas, ele foi também distinguido pelas autoridades chinesas de Macau com a Medalha de Mérito Cultural (2001). Foi ainda eleito Académico Correspondente Português da Academia Contemporânea da Academia das Ciências de Lisboa, em 2003. Recebeu também dois doutoramentos honoris causa em literatura do Instituto Inter-Universitário de Macau (2006) e da Universidade de Macau (2008). 

## Obras
- Nam Van - Contos de Macau
- A Trança Feiticeira (com base nesta obra foi realizado o filme com o mesmo título A Trança Feiticeira)
- Amor e Dedinhos de Pé (com base nesta obra foi realizado o filme com o mesmo título Amor e Dedinhos de Pé)
- Mong-Há - Contos de Macau
- A-Chan, a tancareira